# 安佐町
安佐町（あさちょう）はかつて広島県安佐郡に存在した町である。
1971年5月20日に広島市に編入されて消滅した。

## 沿革
- 1889年4月1日 - 市町村制施行。当時の町域には高宮郡に属していた飯室村と鈴張村、沼田郡に属していた小河内村・久地村・日浦村の5村があった。
- 1898年10月1日 - 高宮・沼田両郡が統合して安佐郡が成立したことにより飯室・小河内・久地・鈴張・日浦各村は安佐郡の村になる。
- 1955年3月31日 - 飯室・小河内・久地・鈴張・日浦各村が対等合併して安佐町が成立する。
- 1971年5月20日 - 広島市に編入されて消滅する。

## 地理
河川
- 太田川
- 鈴張川
- 吉山川
- 小河内川
- 高山川

山
- 滝山（標高692.4m）
- 片廻山（標高682.0m）
- 牛頭山（標高672.6m）
- 笹ケ丸山（標高648.0m）
- 荒谷山（標高631.3m）
- 冠山（標高573.0m）
- 本串山（標高572.8m）
- 尻高山（標高556.7m）
- 野登呂山（標高452.8m）
- 権現山（標高445.2m）

## 大字
- 飯室（いむろ）
- 後山（うしろやま）
- 小河内（おがうち）
- 久地（くち）
- 毛木（けぎ）
- 鈴張（すずはり）
- 筒瀬（つつせ）
- 宮野（みやの）

## 交通（1971年5月19日当時のデータ）

### 鉄道
- 国鉄可部線が通っており、町内には以下の施設がある。この部分は2003年11月30日をもって全て廃止されており、現存しない。代わりに、広電バスの三段峡線と広島交通の宇津可部線が運行されている。
  - 毛木駅 - 安芸飯室駅 - 布駅 - 小河内駅

### 道路
国道
- 国道191号
- 国道261号

主要地方道
- 広島県道安佐安古市線 - 現：広島県道38号広島豊平線

一般県道
- 広島県道細見安佐線 - 現：広島県道40号安佐豊平芸北線
- 広島県道久地廿日市線 - 現：広島県道77号久地伏谷線
- 広島県道下佐東線 - 現：広島県道177号下佐東線
- 広島県道勝木安古市線 - 現：広島県道268号勝木安古市線
- 広島県道烏帽子安佐線 - 現：広島県道38号広島豊平線

## 教育（1971年5月19日当時のデータ）
小学校
- 安佐町立飯室小学校
- 安佐町立鈴張小学校
- 安佐町立小河内小学校
- 安佐町立久地小学校
- 安佐町立日浦小学校
- 安佐町立日浦西小学校
- 安佐町立日浦東小学校（現・筒瀬小学校）

かつては小峠小学校も存在したが、小河内小学校への統合（1971年3月）に伴い廃校となった。
中学校
- 安佐町立清和中学校

安佐町立久地・日浦・小河内・鈴張・飯室の5中学校を統合し、安佐町立清和中学校となった。

## 文化施設
旧町域内にある広島市安佐動物公園は、開園自体は広島市編入後の1971年9月だが、計画決定（1966年）・建設開始（1968年）は、安佐町時代に行われている。